# Stazione di Cavaria-Oggiona-Jerago
Stazione di Cavaria-Oggiona-Jerago vasútállomás Olaszországban, Lombardia régióban, Cavaria con Premezzo településen.

## Vasútvonalak
Az állomást az alábbi vasútvonalak érintik:
- Gallarate-Varese-vasútvonal

## Kapcsolódó állomások
A vasútállomáshoz az alábbi állomások vannak a legközelebb:
- Stazione di Gallarate (Stazione di Gallarate, Stazione di Treviglio, Gallarate-Varese-vasútvonal, Line S5)
- Stazione di Albizzate-Solbiate Arno (Stazione di Varese, Gallarate-Varese-vasútvonal, Line S5)